# Academia Nacional de la Lengua Aymara
La Academia Nacional de la Lengua Aymara es una institución chilena que se dedica a difundir el Idioma aimara. La Academia de Lengua Aymara está enfocada en poder mejorar el aprendizaje de su lengua, la protección y divulgación de la cultura y buscar el contacto con otras culturas ancestrales de América.
Fue creada en septiembre del año 2008, el anuncio fue dado en la ceremonia que se realizó en la comuna de Alto Hospicio, Iquique, República de Chile, estaban presentes dirigentes de las regiones de Arica y Parinacota y Tarapacá, su creación fue enmarcada en el Programa de Recuperación y Revitalización de las Lenguas Indígenas de Chile que lleva adelante la Corporación Nacional de Desarrollo Indígena CONADI.